# Épervier bicolore
Astur bicolor
Espèce
Statut de conservation UICN

 LC  : Préoccupation mineure
Statut CITES
L'Épervier bicolore (Astur bicolor) est une espèce d'oiseau de la famille des Accipitridae.

## Sous-espèces
D'après la classification de référence (version 14.1, 2024) de l'Union internationale des ornithologues, l'Épervier bicolore possède 4 sous-espèces (ordre philogénique) :
- A. b. bicolor (Vieillot, 1817) : du sud-est du Mexique à l'est du Pérou et le plateau des Guyanes ;
- A. b. fidens Bangs & Noble, 1918 : sud-ouest du Mexique ;
- A. b. guttifer Hellmayr, 1917 : sud de la Bolivie, sud-ouest du Brésil, Paraguay et nord de l'Argentine ;
- A. b. pileatus (Temminck, 1823) : centre/sud du Brésil, nord-est de l'Argentine.